# حسین مازق
حسین مازق (عربی: حسين مازق؛ زاده ۲۶ ژوئن ۱۹۱۸ – درگذشته ۱۲ مه ۲۰۰۶) یک سیاستمدار و دیپلمات اهل لیبی بود، وی از ۲۰ مارس ۱۹۶۵ تا ۲ ژوئیه ۱۹۶۷ نخست‌وزیر لیبی بود.